# Endasys
Endasys är ett släkte av steklar som beskrevs av Förster 1869. Endasys ingår i familjen brokparasitsteklar.

## Bildgalleri

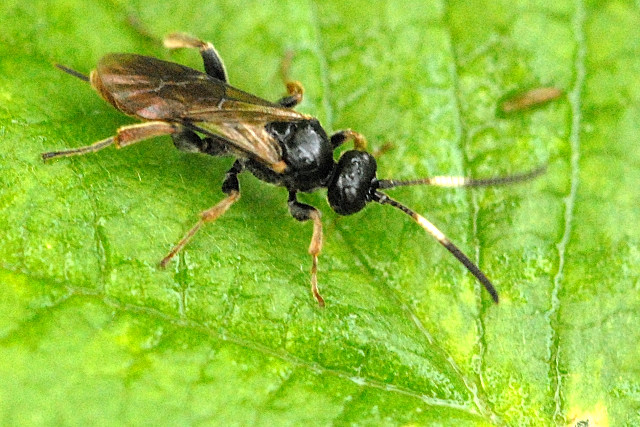

## Dottertaxa tillEndasys, i alfabetisk ordning[1][2]
- Endasys albior
- Endasys albitexanus
- Endasys alutaceus
- Endasys amoenus
- Endasys analis
- Endasys anglianus
- Endasys angularis
- Endasys annulatus
- Endasys areolellae
- Endasys arizonae
- Endasys arkansensis
- Endasys aurantifex
- Endasys aurarius
- Endasys aureolus
- Endasys auriculiferus
- Endasys aurigena
- Endasys auriger
- Endasys bicolor
- Endasys bicolorescens
- Endasys brachyceratus
- Endasys brevicornis
- Endasys brevis
- Endasys brunnulus
- Endasys callidius
- Endasys callistus
- Endasys chiricahuanus
- Endasys chrysoleptus
- Endasys cnemargus
- Endasys concavus
- Endasys coriaceus
- Endasys daschi
- Endasys declivis
- Endasys durangensis
- Endasys elegantulus
- Endasys erythrogaster
- Endasys eurycerus
- Endasys euryops
- Endasys euxestus
- Endasys femoralis
- Endasys flavissimus
- Endasys flavivittatus
- Endasys gracilis
- Endasys granulifacies
- Endasys hesperus
- Endasys hexamerus
- Endasys hungarianus
- Endasys inflatus
- Endasys julianus
- Endasys kinoshitai
- Endasys latissimus
- Endasys leioleptus
- Endasys leopardus
- Endasys leptotexanus
- Endasys leucocnemis
- Endasys liaoningensis
- Endasys lissorulus
- Endasys lygaeonematus
- Endasys maculatus
- Endasys magnocellus
- Endasys megamelanus
- Endasys melanistus
- Endasys melanogaster
- Endasys melanopodis
- Endasys melanurus
- Endasys michiganensis
- Endasys microcellus
- Endasys minutulus
- Endasys monticola
- Endasys morulus
- Endasys mucronatus
- Endasys nemati
- Endasys nigrans
- Endasys nitidus
- Endasys obscurus
- Endasys occipitis
- Endasys oregonianus
- Endasys paludicola
- Endasys parviventris
- Endasys patulus
- Endasys pentacrocus
- Endasys petiolus
- Endasys pieninus
- Endasys pinidiprionis
- Endasys plagiator
- Endasys praegracilis
- Endasys praerotundiceps
- Endasys proteuryopsis
- Endasys pseudocallistus
- Endasys pubescens
- Endasys punctatior
- Endasys rhyssotexanus
- Endasys rotundiceps
- Endasys rubescens
- Endasys rugiceps
- Endasys rugifacies
- Endasys rugitexanus
- Endasys rugosus
- Endasys rusticus
- Endasys santacruzensis
- Endasys senilis
- Endasys serratus
- Endasys sheni
- Endasys spicus
- Endasys spinissimus
- Endasys stictogastris
- Endasys striatus
- Endasys subclavatus
- Endasys sugiharai
- Endasys taiganus
- Endasys talitzkii
- Endasys testaceipes
- Endasys testaceus
- Endasys tetratylus
- Endasys texanus
- Endasys thunbergi
- Endasys transverseareolatus
- Endasys triannulatus
- Endasys tricoloratus
- Endasys tyloidiphorus
- Endasys varipes
- Endasys xanthopyrrhus
- Endasys xanthostomus